# ریمون سوم، کنت طرابلس
ریمون سوم (۱۱۴۰ - سپتامبر/اکتبر ۱۱۸۷) کنت طرابلس از سال ۱۱۵۲ تا ۱۱۸۷ میلادی بود. وی در کودکی، هنگامی که حشاشین نزاری پدرش، کنت ریمون دوم را به قتل رساندند، به عنوان حکم جدید کنت‌نشین طرابلس انتخاب شد. پسردایی‌اش، بالدوین سوم اورشلیم، در آن ایام که در طرابلس حضور داشت، مادر ریمون، هودیرنا، را به‌عنوان نایب‌السلطنه وی منصوب کرد. ریمون سال‌های بعد را در دربار پادشاهی اورشلیم گذراند. در سال ۱۱۵۵ وقتی که به سن قانونی رسید، در نخستین اقدام به عنوان کنت طرابلس در حملاتی علیه نورالدین زنگی، امیر دمشق و حلب، شرکت کرد. در سال ۱۱۶۱، دزدان دریایی را اجیر کرد تا سواحل و جزایر بیزانس را غارت کنند تا از امپراتور بیزانس، مانوئل یکم کومننوس که از ازدواج با خواهرش ملیساند خودداری کرده بود، انتقام بگیرد. در ۱۰ اوت ۱۱۶۴ در نبرد حارم توسط نیروهای نورالدین اسیر و تقریباً ده سال در حلب زندانی شد. در طول اسارت او، امالریک، پادشاه جدید اورشلیم به نیابت از او امور کنت‌نشین طرابلس را در دست گرفت.
ریمون با پرداخت فدیه خود که از شوالیه‌های مهمان‌نواز قرض گرفت، آزاد شد. او سپس با اشیوا د بورس ازدواج کرد که او را به شاهزادهٔ جلیل و یکی از ثروتمندترین اشراف پادشاهی اورشلیم تبدیل کرد. در سال ۱۱۷۴ پادشاه اورشلیم درگذشت و پسر خردسالش، بالدوین چهارم را به عنوان جانشین وی تاج‌گذاری کرد. ریمون نیز به‌عنوان نزدیک‌ترین خویشاوند بالدوین، نایب‌السلطنه پادشاهی اورشلیم شد. ریمون در طول درگیری‌های بین جانشینان نورالدین و فرمانده اسبقش، صلاح‌الدین ایوبی، در شامات بی‌طرف ماند که این امر به اتحاد مصر و بخش قابل توجهی از شامات تحت فرمان صلاح‌الدین کمک کرد. وقتی بالدوین در سال ۱۱۷۶ به سن قانونی رسید، نیابت سلطنت او نیز پایان یافت و او به طرابلس بازگشت. با این حال بالدوین دریر بیماری جذام بود و ریمون و بوهموند سوم انطاکیه تلاش کردند تا نفوذ مادرش، آگنس کورتنی، و برادرش، ژوسلین کنت اسبق ادسا را بر حکومت کاهش دهند. قبل از عید پاک ۱۱۸۰، آنها به سمت اورشلیم حرکت کردند، اما ورود آنها نتیجه عکس داد: بالدوین فوراً ترتیب ازدواج خواهر و وارثش سیبلا را با گی لوزینیان، از حامیان خاندان کورتنی، داد و ریمون مجبور شد پادشاهی را ترک کند. در سال‌های بعد، روابط بین بالدوین چهارم و گی متشنج شد و شاه در حال مرگ، خواهرش را به نفع پسرش بالدوین از ارث محروم کرد. شاه در بستر مرگ در سال ۱۱۸۵، ریمون را بار دیگر به‌عنوان نایب‌السلطنه بالدوین پنجم و پادشاهی اورشلیم منصوب کرد. اختیارات ریمون محدود بود، زیرا ژوسلین سوم ادسا قیم کودک شد و تمام قلعه‌های سلطنتی تحت نظارت فرقه‌های نظامی قرار گرفت.
بالدوین پنجم نیز همچون دایی‌اش درگیر بیماری جذام بود، در تابستان ۱۱۸۶ درگذشت و ریمون اشراف قلمرو را به مجلسی در نابلس فراخواند. در غیاب او، حامیان سیبلا اورشلیم را تصرف کردند. ریمون تلاش کرد خواهر ناتنی سیبیلا، ایزابلا و همسرش، هامفری چهارم تورون را متقاعد کند تا ادعای تاج و تخت کنند، اما هامفری در مقابل سیبلا و گی سوگند وفاداری خورد. ریمون از ادای سوگند وفاداری و پذیریش حکومت آنها سرباز زد و با صلاح‌الدین متحد شد و به او اجازه داد که نیروهایش را از جلیل عبور دهد و در نزدیکی مرکز جلیل، طبریه، پادگان مستقر کند. در تابستان ۱۱۸۷، صلاح‌الدین تصمیم گرفت حمله تمام عیاری علیه دولت‌های صلیبی آغاز کند و تنها در این زمان بود که ریمون با گی آشتی و صلح کرد. ریموند فرماندهی نیروهای پیشتاز صلیبیون را در نبرد حطین بر عهده داشت که با شکست فاجعه‌بار آنها پایان یافت. او یکی از معدود فرماندهان صلیبی بود که کشته یا اسیر نشد. او به صور و سپس به طرابلس گریخت، جایی که پس از واگذاری طرابلس به پسرخوانده‌اش، ریموند انطاکیه، درگذشت (احتمالاً بر اثر ذات‌الجنب). وقایع‌نگار اواخر قرن دوازدهم، ویلیام صوری، ریمون سوم را بسیار محترم می‌شمرد و مورخان مسلمان معاصر نیز هوش او را می‌ستودند. پس از نبرد حطین، برخی وقایع‌نگاران مسیحی و غربی تمایل داشتند او را مقصر شکست فاجعه‌بار صلیبیون بدانند. در تاریخ‌نگاری مدرن، نظرات دانشگاهیان متفاوت است، برخی از مورخان ارزیابی ویلیام صوری را می‌پذیرند و برخی دیگر بر مقصر بودن وی تأکید می‌کنند.

## سرگذشت
با مرگ ناگهانی بالدوین پنجم در اوت ۱۱۸۶ میلادی، مجدداً مشکلات داخلی صلیبیون بر سر جانشینی شعله‌ور شد که اولیت تنش بین ریموند با ژوسلین کورتنی به وجود آمد که ژوسلین در غیاب ریموند توانست عکا و بیروت را که براساس فرمان بالدوین چهارم به ریموند رسیده بود، تسخیر و اشغال کند.
مخالفان جانشینی ریموند سرانجام توانستند با توطئه‌هایی مانع از جانشینی وی شوند و پادشاهی بالدوین پنجم را به مادر، سیبلا منتقل کرده و اداره حکومت را به او واگذار کنند. سیبلا به علت اینکه زن و مجرد بود نمی‌توانست حکومت را اداره کند؛ بنابراین طبق خواسته مخالفان جانشینی ریموند (رینالد شاتیون و جرارد رایدفورت)، تاج و حکومت را به شوهر سابق خود یعنی گی لوزینیان اعطا کرد.
این اقدام در غیاب ریموند، موجب خشم وی شد بنابراین عکا را به سمت طبریه (از اقطاعات همسرش) ترک کرد اما در بدو ورود به آن‌جا متوجه شد که گی این اقطاع را از وی و همسرش گرفته‌است. ریموند به حساب آن سال‌ها که به عنوان نایب‌السلطنه بالدوین پنجم در آن‌جا حکومت می‌کرده، مطالبه خود را آغاز کرد اما در این زمینه تنها و بدون پشتیبانی لازم بود. به دلیل قدرت کم در برابر پادشاه جدید و ترس وی از حمله مخالفانش به او و اقطاع‌های باقی مانده‌اش، درصدد یافتن متحدی جدید و قدرتمند بود که از وی در برابر دشمنانش استفاده کند. وی در عهدی که نایب‌السلطنه بود معاهده صلحی با صلاح‌الدین بسته بود. او در این موقعیت درصدد حفظ و پابرجا بودن صلح خود با ایوبیان بود. اما ترس وی از گی لوزینیان او را ناگریز وادار به فرستادن قاصدی به جانب دمشق کرد تا از صلاح‌الدین برای حمایت از او درخواست کمک کند. صلاح‌الدین نیز از این موقعیت استفاده کرد و گروهی از نظامیان خود را جانب ریموند فرستاد و اعلام کرد درصورت حمله دشمنان ریموند به وی، از وی حمایت خواهد کرد؛ بنابراین صلحی بین طرفین بسته شد که از نظر صلیبیون خیانتی بیش نبود و حتی او را متهم به گرویدن به اسلام کردند. گی لوزینیان برای جلوگیری از تفرقه بیشتر، بالین ابلین را به نزد ریموند فرستاد تا او را متقاعد به مذاکره کند زیرا حکومت اورشلیم در حالت جنگ با صلاح‌الدین بود و به کمک ریموند نیاز داشت. در مذاکره بین ریموند با بالین، ریموند شرط کرد در قبال بازگرداندن بیروت به وی، تابعیت خود را از شاه اعلام می‌کند اما گی این درخواست را نپذیرفت.
بعد از حملات مجدد رینالد به کاروان‌های مسلمانان، ریموند دامنه صلح خود با صلاح‌الدین را گسترش داد و از این طریق راه ورود صلاح‌الدین به اردن و شام را هموار کرد؛ بنابراین موج حملات مسلمانان به مناطق تحت نظر پادشاه اورشلیم شدت گرفت. گی که در وضعیت دشواری قرار داشت، دوباره بالین را برای گفتگو با ریموند عازم طبریه کرد اما قبل از رسیدن نمایندگان گی، ریموند طبق توافقی اجازه عبور نیروهای صلاح‌الدین را داد. این نیروها پس از عبور از منطقه، در صفوریه با صلیبیون برخورد کردند و طی نبردی سنگین، صلیبیون شکست خورده و تعدادی از فرماندهان آن نظیر راجر مولینز کشته شدند و بالین و رینالد نیز متواری شدند. ریموند بعد از این نبرد، از توافق خود با صلاح‌الدین پشیمان شد که دلیل آن ضربه شدید به صلیبیون و تهدید محرومیت از اورشلیم و شکست پیمان زناشویی ریموند توسط پاتریک اورشلیم بود؛ لذا او توافق خود را با صلاح‌الدین لغو کرد و خود را مطیع پادشاه معرفی نمود و راضی شد تحت امر گی لوزینیان با مسلمانان بجنگد.